# Eclissi solare del 29 marzo 1987
L'eclissi solare del 29 marzo 1987 è un evento astronomico che ha avuto luogo il suddetto giorno attorno alle ore 12.49 UTC.
L'eclissi, di tipo ibrida, è stata visibile in alcune parti del Sud America (Argentina) e dell'Africa (Camerun, Etiopia, Gabon, Repubblica Centrafricana, Sudan e Somalia).
La durata della fase massima dell'eclissi è stata di soli otto secondi e l'ombra lunare sulla superficie terrestre raggiunse una larghezza di 5 km.
L'eclissi del 29 marzo 1987 è stata la prima eclissi solare nel 1987 e la 198ª nel XX secolo. La precedente eclissi solare si è verificata il 3 ottobre 1986, la seguente il 23 settembre 1987.

## Percorso e visibilità
L'evento si è manifestato all'alba locale nella provincia sud-occidentale di Santa Cruz, la provincia più meridionale della terraferma argentina, concomitantemente all' area a sud del lago Buenos Aires vicino al confine cileno. In seguito la pseudo umbra della luna si è spostata verso est entrando nell'Atlantico meridionale e gradualmente si è diretta a nord-est.
Passando per l'isola di Sant'Elena è entrata nella fase anulare di totalità ed ha proseguito verso nord-est raggiungendo Il punto massimo di eclissi viene raggiunto a circa 530 chilometri a nord-est dell'isola. Dopo essere uscita dalla fase di anularità a circa 180 km dall'isola di Annobón è sbarcata nel continente africano in Gabon.
A seguire è passata per la Guinea Equatoriale, Camerun, Africa Centrale, Sudan, Etiopia, Gibuti, e poi nella regione di Adal, a nord-ovest della Somalia. Entrata nel Golfo di Aden meridionale ha oltrepassato un tratto di mare e poi la parte nord-orientale del Corno d'Africa, per tramontare sull'Oceano Indiano a circa 110 chilometri a sud-est dell'isola di Darsa.

## Eclissi correlate

### Eclissi solari 1986 - 1989
Questa eclissi è un membro di una serie semestrale. Un'eclissi in una serie semestrale di eclissi solari si ripete approssimativamente ogni 177 giorni e 4 ore (un semestre) in nodi alternati dell'orbita della Luna.

### Ciclo di Saros 129
L'evento fa parte del ciclo di Saros 129, che si ripete ogni 18 anni, 11 giorni, comprendente 80 eventi. La serie è iniziata con un'eclissi solare parziale il 3 ottobre 1103. Contiene eclissi anulari dal 6 maggio 1464 al 18 marzo 1969, eclissi ibride dal 29 marzo 1987 al 20 aprile 2023 ed eclissi totali dal 30 aprile 2041 al 26 luglio 2185. La serie termina al membro 80 con un'eclissi parziale il 21 febbraio 2528. La durata più lunga della totalità è stata di 3 minuti e 43 secondi il 25 giugno 2131. Tutte le eclissi di questa serie si verificano nel nodo ascendente della Luna.